# Милибанд, Софья Давидовна
Со́фья (София) Дави́довна Милиба́нд (17 июля 1922, Москва — 12 февраля 2017, Москва) — советский и российский востоковед-иранист, писатель, историк науки, библиограф. Двоюродная тётя британских министров Дэвида и Эдварда Милибэндов, двоюродная сестра социолога-марксиста Ральфа Милибэнда.

## Биография
Родилась в семье Давида Осиповича Милибанда. Её предок — кантонист Михл, поселившийся в Ревеле. Предки Давида Осиповича Милибанда жили в Варшаве. После революции один из сыновей семьи Милибандов Самуил был участником Советско-польской войны в составе РККА. Позднее он уехал в Бельгию и затем, в 1940 году, бежал в Великобританию. Его сын Ральф стал политиком и философом-марксистом, а внуки — британскими политиками. Его брат, Осип Милибанд, поселился в Москве.
Окончила восточное отделение исторического факультета МГУ (1945). Её преподавателями были известные историки А. А. Губер и П. А. Милорадов. В 1945—1948 годах работала в Государственном историческом музее, в 1948—1950 годах была библиографом Государственной библиотеки иностранной литературы. C 1950 года — главный библиограф Института востоковедения РАН.
Умерла в 2017 году. Похоронена на Донском кладбище.

## Научная деятельность
Основная сфера деятельности — история востоковедения СССР и России.
В 1975 году вышел «Биобиблиографический словарь советских востоковедов», содержавший уникальные материалы об учёных, работавших во всех областях востоковедения с 1917 по 1972 год, в том числе биографические сведения, перечень основных научных трудов и диссертаций, а также литература об их жизни и научной деятельности. Собирая материалы для словаря, Софья Давидовна объездила многие города России, неоднократно бывала в республиках Средней Азии и Закавказья. Она была лично знакома со многими известными востоковедами, что помогало ей в полном и объёмном освещении их деятельности и трудов при составлении справочника.
В 1975 году вышел в свет её «Биобиблиографический словарь отечественных востоковедов» в 2-х томах. По сравнению с первым словарем объём этого издания увеличился вдвое.
В начале XXI века в связи с развитием востоковедной науки в целом, появлением новых имён, а также с изменениями, произошедшими в странe, возникла необходимость в подготовке и издании словаря «Востоковеды России», который был издан в 2008 году. Обладая феноменальной памятью и редкой работоспособностью, Софья Давидовна до последних дней продолжала трудиться над дополнениями к Словарю. В её планах было составление биобиблиографического словаря российских востоковедов дореволюционного периода (XVIII — начало XIX вв.), материалы к которому она начала активно собирать в начале 2000-х годов.

## Основные труды
- Биобиблиографический словарь советских востоковедов / С. Д. Милибанд. — М.: Наука (ГРВЛ), 1975. — 734 с. — 1500 экз.
- Биобиблиографический словарь отечественных востоковедов: с 1917 г. / С. Д. Милибанд. — М.: Наука, 1995. — 763 с.
- Дополнения и исправления к Биобиблиографическому словарю отечественных востоковедов // Восток. — 1997—2000. — ISSN 0869-1908.

А — Д // 1997. — № 3. — С. 210—221.
Е — К // № 5. — С. 198—.
Л — О // № 6. — С. 195—211.
П // 1998. — № 1. — С. 210—217.
Р // № 4. — С. 200—204.
С // № 6. — С. 190—200.
Х — Я // 2000. — № 2. — С. 201—210..
- Востоковеды России, XX — начало XXI века = Russian orientalists of the 20th and Early 21st Centuries : биобиблиографический словарь : в 2 кн. / С. Д. Милибанд. — М.: Восточная литература, 2008-. ISBN 978-5-02-036364-9
  - Кн. 1: А — М. — 2008. — 968, [1] с. ISBN 978-5-02-036364-9
  - Кн. 2: Н — Я. — 2008. — 1004 с. ISBN 978-5-02-036368-7
  - Востоковеды России, XX — начало XXI века. Дополнения и указатель / С. Д. Милибанд ; Российская акад. наук, Ин-т востоковедения, Ин-т науч. информ. по общественным наукам. — М.: Восточная литература, 2009. — 70, [1] с. ISBN 978-5-02-036395-3